# Zandik
Zandik ou zindik era o termo utilizado na Pérsia sassânida para identificar os hereges dualistas, certamente os maniqueístas e, possivelmetne, outros grupos heterodoxos como os mazdaquitas. Os seguidores eram chamados de zanadiqa.

## História
O termo muçulmano zindiq ("herético"), que se aplicava aos heréticos e sectário que não acreditavam em Alá, negavam a ressurreição e não acreditavam na vida após a morte, foi emprestado do persa intermediário zandik. Mazdaquitas, maniqueístas e comunidades gnósticas eram geralmente chamadas de "zindiquitas" ou zanadiqa.